# Ноемі Лунг
Ноемі Лунг (16 травня 1968) — румунська плавчиня.
Призерка Олімпійських Ігор 1988 року, учасниця 1992 року.
Чемпіонка Європи з водних видів спорту 1987 року.
Переможниця літньої Універсіади 1987 року.